# Рокита (футбольний клуб)
Футбольний клуб «Рокита» — український аматорський футбольний клуб із однойменного села Миргородського (раніше — Великобагачанського) району Полтавської області. Бере участь у розіграшах Кубку Полтавської області та Чемпіонаті Полтавської області. Домашні матчі проводить на сільському стадіоні. ФК «Рокита» був чемпіоном області в 2015 та 2024 роках, віцечемпіоном — у 2023, двічі ставав бронзовим призером чемпіонату та тричі — фіналістом обласного кубку. В 2015 та 2017 команда також вигравала Суперкубок Полтавської області. Також «Рокита» є володарем Шишацького кубку 2015 року та переможцем відкритої першості АТ ПЗМС 2023.

## Досягнення
Чемпіонат Полтавської області
 Переможець: 2015, 2024
 Срібний призер: 2023

Колишній логотип клубу.

 Бронзовий призер (2): 2016, 2017
Кубок Полтавської області
 Фіналіст (4): 2011, 2017, 2023, 2024
Суперкубок Полтавської області
 Володар (3): 2015, 2017, 2024

## Відомі гравці
Олександр Гребінюк
 Руслан Зарубін
 Павло Ребенок
 Вадим Сапай
 Григорій Ярмаш
 Юрій Фоменко
 Роман Кунєв